# Lotus lebrunii
Lotus lebrunii är en ärtväxtart som beskrevs av Raymond Boutique. Lotus lebrunii ingår i släktet käringtänder, och familjen ärtväxter. Inga underarter finns listade i Catalogue of Life.